# Broxtowe (valkrets)
Broxtowe är en av de 650 enmansvalkretsarna till det brittiska underhuset. Sedan parlamentsvalet 2024 representeras Broxtowe av Juliet Campbell (Labour). Den nuvarande valkretsen inrättades 1983. En valkrets med samma namn fanns under perioden mellan 1918 och 1955.

## Ledamöter
|  | Val                | Kandidat             | Parti                            |
|  | ------------------ | -------------------- | -------------------------------- |
|  | 1918               | George Spencer       | Labour                           |
|  | 1929               | Seymour Cocks        | Labour                           |
|  | 1953 (fyllnadsval) | William Warbey       | Labour                           |
|  | 1955               | Valkretsen avskaffad | Valkretsen avskaffad             |
|  | 1983               | Jim Lester           | Konservativa partiet             |
|  | 1997               | Nick Palmer          | Labour                           |
|  | 2010               | Anna Soubry          | Konservativa partiet             |
|  | 2019               | Anna Soubry          | The Independent Group for Change |
|  | 2019               | Darren Henry         | Konservativa partiet             |
|  | 2024               | Juliet Campbell      | Labour                           |

## Valresultat sedan 2010
| Parlamentsvalet 2024: Broxtowe                                                                                  | Parlamentsvalet 2024: Broxtowe | Parlamentsvalet 2024: Broxtowe | Parlamentsvalet 2024: Broxtowe | Parlamentsvalet 2024: Broxtowe |
| --- | ------------------------------ | ------------------------------ | ------------------------------ | ------------------------------ |
| |                                |                                |                                |                                |
| Partier | Andel                          |                                | Antal                          |                                |
| Labour | 40,9 %                         |                                | 19 561                         |                                |
| Labour | +2,9 %                         |                                |                                |                                |
| Konservativa | 23,3 %                         |                                | 11 158                         |                                |
| Konservativa | −21,8 %                        |                                |                                |                                |
| Reform UK | 17,6 %                         |                                | 8 402                          |                                |
| Reform UK | +16,9 %                        |                                |                                |                                |
| Liberaldemokraterna                                                                                             | 8,0 %                          |                                | 3 807                          |                                |
| Liberaldemokraterna                                                                                             | +7,5 %                         |                                |                                |                                |
| Greens | 7,3 %                          |                                | 3 488                          |                                |
| Greens | +4,3 %                         |                                |                                |                                |
| Övriga partier & kandidater                                                                                     | 3,0 %                          |                                | 1 422                          |                                |
| Övriga partier & kandidater                                                                                     |                                |                                |                                |                                |
| Valdeltagande                                                                                                   | 67,9 %                         |                                | 47 838                         |                                |
| Valdeltagande                                                                                                   |                                |                                |                                |                                |
| Kandidater: LAB: Juliet Campbell, CON: Darren Henry, REF: Joseph Oakley, LDM: James Collis, GRN: Teresa Needham |                                |                                |                                |                                |

| Parlamentsvalet 2019: Broxtowe                                                        | Parlamentsvalet 2019: Broxtowe | Parlamentsvalet 2019: Broxtowe | Parlamentsvalet 2019: Broxtowe | Parlamentsvalet 2019: Broxtowe |
| ------------------------------------------------------------------------------------- | ------------------------------ | ------------------------------ | ------------------------------ | ------------------------------ |
|                                                                                       |                                |                                |                                |                                |
| Parti                                                                                 | Andel                          |                                | Antal                          |                                |
| Konservativa                                                                          | 48,1 %                         |                                | 26 602                         |                                |
| Konservativa                                                                          | +1,3 %                         |                                |                                |                                |
| Labour                                                                                | 38,5 %                         |                                | 21 271                         |                                |
| Labour                                                                                | −6,8 %                         |                                |                                |                                |
| The Independent Group for Change                                                      | 8,4 %                          |                                | 4 668                          |                                |
| The Independent Group for Change                                                      | +8,4 %                         |                                |                                |                                |
| Greens                                                                                | 3,3 %                          |                                | 1 806                          |                                |
| Greens                                                                                | +2,0 %                         |                                |                                |                                |
| Övriga partier & kandidater                                                           | 1,7 %                          |                                | 925                            |                                |
| Övriga partier & kandidater                                                           |                                |                                |                                |                                |
| Valdeltagande                                                                         | 75,7 %                         |                                | 55 272                         |                                |
| Valdeltagande                                                                         |                                |                                |                                |                                |
| Kandidater: CON: Darren Henry, LAB: Greg Marshall, TIG: Anna Soubry, GRN: Kat Boettge |                                |                                |                                |                                |

| Parlamentsvalet 2017: Broxtowe                                                                     | Parlamentsvalet 2017: Broxtowe | Parlamentsvalet 2017: Broxtowe | Parlamentsvalet 2017: Broxtowe | Parlamentsvalet 2017: Broxtowe |
| -------------------------------------------------------------------------------------------------- | ------------------------------ | ------------------------------ | ------------------------------ | ------------------------------ |
| |                                |                                |                                |                                |
| Parti                                                                                              | Andel                          |                                | Antal                          |                                |
| Konservativa                                                                                       | 46,8 %                         |                                | 25 983                         |                                |
| Konservativa                                                                                       | +1,6 %                         |                                |                                |                                |
| Labour                                                                                             | 45,3 %                         |                                | 25 120                         |                                |
| Labour                                                                                             | +8,1 %                         |                                |                                |                                |
| Liberaldemokraterna                                                                                | 4,0 %                          |                                | 2 247                          |                                |
| Liberaldemokraterna                                                                                | +0,1 %                         |                                |                                |                                |
| UKIP                                                                                               | 2,7 %                          |                                | 1 477                          |                                |
| UKIP                                                                                               | −8,0 %                         |                                |                                |                                |
| Greens                                                                                             | 1,2 %                          |                                | 681                            |                                |
| Greens                                                                                             | −1,7 %                         |                                |                                |                                |
| Valdeltagande                                                                                      | 75,0 %                         |                                | 55 508                         |                                |
| Valdeltagande                                                                                      |                                |                                |                                |                                |
| Kandidater: CON: Anna Soubry, LAB: Greg Marshall, LDM: Tim Hallam, UKIP: Fran Loi, GRN: Pat Morton |                                |                                |                                |                                |

| Parlamentsvalet 2015: Broxtowe                                                                              | Parlamentsvalet 2015: Broxtowe | Parlamentsvalet 2015: Broxtowe | Parlamentsvalet 2015: Broxtowe | Parlamentsvalet 2015: Broxtowe |
| --- | ------------------------------ | ------------------------------ | ------------------------------ | ------------------------------ |
| |                                |                                |                                |                                |
| Parti | Andel                          |                                | Antal                          |                                |
| Konservativa                                                                                                | 45,2 %                         |                                | 24 163                         |                                |
| Konservativa                                                                                                | +6,2 %                         |                                |                                |                                |
| Labour | 37,2 %                         |                                | 19 876                         |                                |
| Labour | −1,1 %                         |                                |                                |                                |
| UKIP | 10,6 %                         |                                | 5 674                          |                                |
| UKIP | +8,4 %                         |                                |                                |                                |
| Liberaldemokraterna                                                                                         | 4,0 %                          |                                | 2 120                          |                                |
| Liberaldemokraterna                                                                                         | −12,9 %                        |                                |                                |                                |
| Greens | 2,9 %                          |                                | 1 544                          |                                |
| Greens | +2,1 %                         |                                |                                |                                |
| Övriga partier & kandidater                                                                                 | 0,1 %                          |                                | 63                             |                                |
| Övriga partier & kandidater                                                                                 |                                |                                |                                |                                |
| Valdeltagande                                                                                               | 74,5 %                         |                                | 53 440                         |                                |
| Valdeltagande                                                                                               |                                |                                |                                |                                |
| Kandidater: CON: Anna Soubry, LAB: Nick Palmer, UKIP: Frank Dunne, LDM: Stan Heptinstall, GRN: David Kirwan |                                |                                |                                |                                |

| Parlamentsvalet 2010: Broxtowe                                                                                              | Parlamentsvalet 2010: Broxtowe | Parlamentsvalet 2010: Broxtowe | Parlamentsvalet 2010: Broxtowe | Parlamentsvalet 2010: Broxtowe |
| --- | ------------------------------ | ------------------------------ | ------------------------------ | ------------------------------ |
| |                                |                                |                                |                                |
| Parti | Andel                          |                                | Antal                          |                                |
| Konservativa | 39,0 %                         |                                | 20 585                         |                                |
| Konservativa | +1,8 %                         |                                |                                |                                |
| Labour | 38,3 %                         |                                | 20 196                         |                                |
| Labour | −3,4 %                         |                                |                                |                                |
| Liberaldemokraterna | 16,9 %                         |                                | 8 907                          |                                |
| Liberaldemokraterna | +0,8 %                         |                                |                                |                                |
| BNP | 2,7 %                          |                                | 1 422                          |                                |
| BNP | +2,7 %                         |                                |                                |                                |
| UKIP | 2,3 %                          |                                | 1 194                          |                                |
| UKIP | +0,8 %                         |                                |                                |                                |
| Greens | 0,8 %                          |                                | 423                            |                                |
| Greens | −1,1 %                         |                                |                                |                                |
| Valdeltagande | 73,2 %                         |                                | 52 727                         |                                |
| Valdeltagande |                                |                                |                                |                                |
| Kandidater: CON: Anna Soubry, LAB: Nick Palmer, LDM: David Watts, BNP: Michael Shore, UKIP: Chris Cobb, GRN: David Mitchell |                                |                                |                                |                                |

## Kartor

Valkretsens utbredning i East Midlands sedan 2024.
Valkretsens utbredning i Nottinghamshire 2010–2024.